# Scott Adkins
Scott Edward Adkins (Sutton Coldfield, 17 juni 1976) is een Engels acteur. Hij speelt voornamelijk in thrillers en actiefilms.
Adkins raakte op zijn tiende levensjaar geïnteresseerd in martial arts, toen hij met zijn vader en broer een lokale judovereniging bezocht.
Zijn interesse in de vechtkunst groeide nog meer toen hij op zijn veertiende Bruce Lee als idool aannam. In datzelfde jaar begon hij met het beoefenen van taekwondo en haalde op
negentiende de zwarte band.

Hij heeft ook een achtergrond in ninjutsu, judo, karate, jiujitsu, wushu, krav maga, capoeira, jeet kune do en gymnastiek.

## Filmografie (inclusief tv)
- John Wick: Chapter 4 (2023)
- Accident Man 2 (2022)
- Castle Falls (2021)
- Seized (2020)
- Debt Collectors (2020)
- Legacy of Lies (2020)
- Avengement (2019)
- Triple Threat (2019)
- Ip Man 4 (2019)
- The Debt Collector (2018)
- Accident Man (2018)
- Incoming (2018)
- American Assassin (2017)
- Savage Dog (2017)
- Home Invasion - Heflin (2016)
- Hard Target 2 - Wes Baylor (2016)
- Doctor Strange - Lucian (2016)
- The Brothers Grimsby - Pavel Lukashenko (2016)
- Jarhead 3: The Siege - Gunny Raines (2016)
- Boyka: Undisputed IV - Yuri Boyka (2016)
- Close Range - Colton MacReady (2015)
- Zero Tolerance - Steven (2015)
- The Legend of Hercules - King Amphitryon (2014)
- Ninja: Shadow of a Tear - Casey (2013)
- Green Street Hooligans 3 - Danny (2013)
- Universal Soldier: Day of Reckoning (2012)
- The Expendables 2 - Hector (2012)
- Assasination Games - Roland Flint (2011)
- Undisputed III: Redemption - Yuri Boyka (2010)
- Ninja - Casey (2009)
- The Tournament - Yuri Petrov (2009)
- X-Men Origins: Wolverine (2009)
- Stag Night - Carl (2008)
- The Shepherd: Border Patrol - Karp (2008)
- The Bourne Ultimatum - agent Kiley (2007)
- Holby City (tv) - Bradley Hume (2006)
- Undisputed II: Last Man Standing - Yuri Boyka (2006)
- The Pink Panther - Jacquard (2006)
- Hollyoaks: Let Losse (tv) - Ryan (2005)
- Mile High (tv) - Ed Russel (2004-2005)
- Pit Fighter - Nathan (2005)
- Danny The Dog - vechter in zwembad (2005)
- The Medallion - Henchman (2003)
- Special Forces - Talbot (2003)
- EastEnders - Joel (2003)
- Black Mask 2: City of Masks - dr. Lang (2002)
- Mutant X (tv) - Marko (2002)
- Dei Seung Chui Keung - Isaac Borman (2001)
- Pure Vengeance (kortfilm) - Danny (2001)
- Te Wu Mi Cheng - Scott Edward Attkins (2001)
- Doctors (tv) - Ross 2000)
- City Central (tv) - Jake Clanton (2000)
- Dangerfields (tv) (1998)